# Tengatangi-Areora-Ngatiarua
Inscrits : 182 (2006)
Tengatangi-Areora-Ngatiarua est l'une des deux circonscriptions électorales de l'île d'Atiu (îles Cook). Elle comprend les trois districts de Tengatengi, Areora et Ngatiarua. 
L'actuel député en est Nandi Glassie (Cook Islands Party) qui remporta les élections de 2006.
Cette circonscription fut créée en 1981 par l'amendement constitutionnel n°9 . Jusqu'alors les 2 sièges de Teenui-Mapumai et Tengatangi-Areora-Ngatiarua étaient regroupés en une seule circonscription